# Corel Corporation
Corel Corporation è una software house con sede a Ottawa.
È stata fondata da Michael Cowpland nel 1985, con l'intenzione di realizzare un laboratorio di ricerche ("Corel" è l'abbreviazione di "COwpland REsearch Laboratory"). In un primo tempo la compagnia conobbe un buon successo nel settore informatico durante il boom economico degli anni novanta con Corel Draw, e diventò per un periodo la più grande azienda canadese di software. Corel arricchì molti che investirono nella società ai suoi esordi, ma questa forte crescita non durò a lungo. La società entrò in competizione con Microsoft dopo l'acquisizione del software WordPerfect nel 1996, ma perse la sfida e fu costretta a licenziare molti dipendenti. Cowpland fu indagato dalle autorità dell'Ontario per insider trading.

## Descrizione
Parlando dell'acquisizione di WordPerfect, Cowpland disse che WordPerfect avrebbe potuto diventare una "Pepsi contro la Coca Cola della Microsoft". Questa era una classica prospettiva di mercato ma fallì forse anche a causa della mancanza di esperienza di Cowpland nell'industria del software. Diversamente dal settore alimentare, i software dipendono fortemente dalla compatibilità con altri prodotti, cosa che avvantaggiava fortemente Microsoft nella competizione. Anche se WordPerfect fosse stato nettamente migliore e avesse adottato una forte campagna di vendita, sarebbe stata comunque necessaria una valida ragione per indurre gli utenti di Microsoft Word a cambiare software, dato che questi cercavano una compatibilità con software analoghi già esistenti. Corel inoltre fu danneggiata dalla vendita di copie di Microsoft Word abbinata a nuovi PC, una strategia che erose una grandissima parte della quota di mercato di WordPerfect. Anche Corel forniva il suo prodotto con macchine nuove ma faceva pagare alle ditte di hardware un prezzo molto basso per i suoi software bundled.
L'acquisizione di WordPerfect cambiò la natura stessa di Corel. Mentre Adobe è sempre rimasta nel settore del software grafico e per pubblicazioni, con questa operazione Corel uscì da questa sfera del mercato. Una massiccia uscita quasi simultanea di nuovi progetti come Corel Video, Barista (un suite per l'ufficio basata su Java), Corel Computer, e Corel Linux, alimentò le speculazione che l'azienda stesse cercando di reinventarsi ma che non fosse sicura sulla strada da seguire, e che stesse tentando di vedere quale dei prodotti avrebbe avuto successo sul mercato.
Cowpland lasciò la società nell'agosto 2000 e un nuovo direttivo cercò immediatamente di stabilizzare le operazioni, promettendo di riportare l'azienda sul suo settore di mercato iniziale.
Un ambizioso tentativo di risollevare le sorti dei prodotti introdotto dal nuovo presidente Derek Burney (con l'aiuto di consulenti della McKinsey & Company) fallì nel giro di alcuni mesi. Burney annunciò, con molta enfasi, che la linea dei prodotti Corel sarebbe stata suddivisa in cinque differenti marchi. Alcuni mesi dopo il numero di nuovi marchi fu ridotto a tre (DeepWhite, Procreate e Corel), infine dopo un lungo periodo di attesa e ingenti spese la società decise infine di continuare ad utilizzare solo il marchio "Corel".
Nell'ottobre 2000, Corel annunciò che avrebbe formato un'"alleanza strategica" con Microsoft e che la società statunitense avrebbe investito $135 milioni in Corel.
Nell'agosto 2003, Corel fu completamente acquistata da Vector Capital, un investitore di venture capital, per un prezzo sorprendentemente basso di $1 per azione. La società si ritirò dal NASDAQ e dalla borsa di Toronto.
Nel marzo 2005 Corel annunciò che il Dipartimento di Giustizia degli Stati Uniti aveva acquistato 50.000 licenze di WordPerfect (che si aggiungevano ai 20 milioni di utenti mondiali) e che gli utenti di WordPerfect crescevano al ritmo di 4 milioni all'anno grazie alle vendite di prodotti in bundle con i PC Dell. Corel sostiene che WordPerfect è l'unica alternativa reale a Microsoft Office con vendite 70 volte superiori a quelle di Lotus SmartSuite e 300 volte maggiori di StarOffice della Sun Microsystems.
Nel luglio 2012 Corel Corporation acquisisce dalla Avid Technology sia la Pinnacle Systems e il suo prodotto di punta, Pinnacle Studio, che Avid Studio, inserendo questi prodotto nel proprio catalogo.
Nel 2019 viene acquisita da Kohlberg Kravis Roberts per oltre 1 miliardo di dollari.

## Prodotti Corel
- Corel Graphics Suite - combinazione di CorelDraw, PhotoPaint, R.A.V.E., Trace e Capture.
- Corel Draw - editor di grafica vettoriale. È tuttora il software più venduto dall'azienda nonostante abbia perso quote di mercato a favore di Adobe Illustrator.
- Corel Photo Paint - editor di grafica bitmap comparabile a Adobe PhotoShop. Incluso nel pacchetto CorelDraw Graphics Suite.
- Corel R.A.V.E. - acronimo di Real Animated Vector Effects, è un programma di animazione vettoriale simile a Macromedia Flash. R.A.V.E. non viene più venduto dal febbraio 2006.
- Corel Designer - precedentemente Micrografx Designer, software professionale per illustrazioni tecniche.
- Corel Ventura - software per il desktop publishing che ebbe grande successo nella sua versione DOS che venne acquistata dalla Corel nei primi anni novanta. Rinacque per breve tempo nel 2002.
- Corel Texture - generatore di pattern bitmap, è stato ritirato dal commercio all'uscita di Corel Graphics Suite 11.
- WordPerfect elaboratore testi acquisito da Novell, prodotto originariamente da Satellite Software International.
- Corel KnockOut - plug-in per l'image masking professionale.
- XMetaL - editor XML acquistato con il rilevamento di SoftQuad nel 2001 e in seguito rivenduto a Blast Radius nel 2004.
- Corel Linux - distribuzione Linux basata su Debian. Il codice sorgente fu venduto nel 2001 a Xandros.
- Corel Painter - precedentemente chiamato Fractal Painter. Programma in grado di emulare disegni effettuati a mano (pittura, pastelli, etc.)
- Bryce - software per la creazione di paesaggi tridimensionali. Venduto nel 2004 a DAZ Productions.
- Paint Shop Pro - editor di grafica bitmap, sviluppato da Jasc Software, acquisita nell'ottobre 2004 da Corel.
- Quattro Pro - foglio di calcolo acquistato da Borland e integrato nella suite WordPerfect Office.
- Paradox - database relazionale acquistato da Borland e integrato nella suite WordPerfect Office Professional Edition.
- Corel InfoCentral - personal information manager (PIM), originariamente parte di WordPerfect Office 7, venne successivamente distribuito come freeware.
- Corel Print House - software per creare carta intestata, volantini, brochure, biglietti da visita, biglietti di auguri e poster.
- WinZip - software per la compressione dei file.
- VideoStudio - software per l'editing video
- CorelCAD - software per disegno CAD.
- Pinnacle Studio - software per l'editing video
- Avid Studio - software per l'editing audio/video